# 黃俌
黃俌（1450年—？），字汝脩，浙江承宣布政使司台州府黃巖縣（今浙江省黃岩縣）人，明朝政治人物、進士，黃孔昭之子。

## 生平
浙江鄉試第六十四名舉人。成化十七年（1481年）中式辛丑科會試第六十五名，二甲第八十五名進士，授吏部文选郎中。其子黃綰任礼部尚书。

## 家族
曾祖黃尚斌；祖父黃彥俊，兵部主事 贈員外郎；父黃孔昭，吏部郎中。母蔡氏（封宜人）。具庆下。弟黄侹。